# Barikad Crew
Barikad Crew est un groupe de rap haïtien formé en 2002. Originaire de Port-au-Prince, et notamment de la rue Nicolas du quartier Bas-peu-de-chose (BPC), il est considéré comme l'un des groupes les plus populaires du Hip-hop haïtien.

## Historique
Le groupe vient de la rue Nicolas à Port-au-Prince (Haïti) et a été fondé en 2002 par Papa K-tafal, Deja-Voo‚ Fantom‚ Kondagana etc. Leur objectif principal était de produire une musique qui reflète le mode de vie des bidonvilles. Le groupe  invité plusieurs autres rappeurs d'autres groupes underground à se joindre.
Leur premier single était une chanson de carnaval «Projè Project» parue en 2003. Au début de 2004, Barikad Crew a sorti «Bay Hip hop Bourad» avec une vidéo tournée dans leur parc de quartier (place jérémie). Leur deuxième single, "Kijan’l Te Ye", est sorti en janvier 2005.
Le groupe s’est fait connaître à la fin de 2005 en remportant la 3e place du concours populaire de chansons de Noël de la télévision, "Konkou Chante Nwel", sur Telemax avec la chanson "Nwel Pa’m".
Au début de 2006, Barikad Crew a publié son titre à succès de carnaval, intitulé "Trip N’ap Trip".
Leur premier album s'appelle "Goumen Pou Saw Kwè" et est sorti en novembre 2007. Au moment de sa sortie, les membres du groupe étaient: Bricks, Brital, Dade, Deja-voo, Fantom, DaMarco Baby, Izolan, Kondagana, Master Sun, Papa K-Tafalk et Young Cliff.
Le 15 juin 2008, trois membres du groupe (K-tafal, Deja-Voo, Dade) sont morts dans un accident de voiture alors qu'ils se rendaient à un concert  en Haïti. Cet événement va accroître leur popularité et ils vont continuer à produire des chansons à succès sans oublier des méringues carnavalesques dont "Toup pou yo et "Terapi". Après l'album Red produit en 2012, le groupe connaît une baisse de production  mais continue tout de même à être actif en période carnavalesque.

## Albums
- Goumen pou saw kwè (2006)
- Jiskobou (2008)
- Rèd (2012)